# David Allan Coe
David Allan Coe (n. 6 de Setembro de 1939 em Akron, Ohio) frequentemente abreviado D.A.C. é um músico americano de country, que alcançou popularidade nos anos 70 e 80 do século passado. Ele escreveu e interpretou mais de 280 canções ao longo da sua carreira. Como compositor, os seus trabalhos mais conhecidos são "Would You Lay with Me (in a Field of Stone)," originalmente gravado por Tanya Tucker, e "Take this Job and Shove It", que chegou ao nº1 das tabelas de vendas por Johnny Paycheck, e que mais tarde se tornou num filme de sucesso, tendo Coe e Paycheck pequenos papéis na fita.

## Estilo
A juntar às suas canções humorosas como "You Never Even Call Me By My Name" (uma composição de Steve Goodman/John Prine), ele também se refere a si mesmo nas suas canções para se auto-promover através da sua música. Ele referencia grandes estrelas da música country de uma maneira que se equipara a elas, como em "Willie, Waylon, and Me," e no trecho "Johnny Cash helped me get out of prison" em "Longhaired Redneck."

## Rebel Meets Rebel
Coe fez os vocais dos Rebel Meets Rebel uma banda de metal-country composta por Coe, Dimebag Darrel, Vinne Paul e Rex Brown dos Pantera. O álbum homónimo foi gravado entre 1999 e 2001, mas não foi lançado se não após a morte de Darrel em 2004.

## Controvérsia
Coe gravou dois álbuns nos anos 80 com letras racistas e misóginas extremamente explícitas; "Nothing Sacred" e "Underground Album". Também disponível há uma colectânea do melhor desses dois álbuns, intitulada "18 X-Rated Hits". Por esta razão, canções racistas anteriores do músico country conhecido como Johnny Rebel são erroneamente atribuídas a Coe.
Coe recusa assumir ou tocar as suas próprias canções controversas em concerto. Apesar dessas gravações, DAC insiste que não é nem nunca foi racista e que até já teve um negro na sua banda e como companheiro de quarto. No entanto, esses álbuns estão à venda através do seu sítio oficial.
Coe cumpriu uma pena significativa na Prisão Estadual do Ohio (de acordo com o próprio; 22 anos) antes de se mudar para Nashville. De acordo com Coe, ele foi mandado para um reformatório aos 9 anos de idade e permaneceu lá até aos 18 anos, antes da sua pena na Prisão estadual do Ohio. A sua vida teve muitos altos e baixos, e ele diz que se tornou no homem que é hoje após muitos anos de luta pessoal e profissional.

## Discografia
Canções e singles
- "Take This Job And Shove It"
- "Nigger Fucker"

Álbuns
- Penitentiary Blues
- Requiem for a Harlequin
- Mysterious Rhinestone Cowboy
- Once Upon a Rhyme
- Longhaired Redneck
- Texas Moon
- Rides Again
- Greatest Hits
- Tattoo
- Family Album
- Human Emotions
- Spectrum VII
- Compass Point
- Nothing Sacred
- I've Got Something to Say
- Invictus Means Unconquered
- Tennessee Whiskey
- Rough Rider
- D.A.C.
- Underground Album
- Biggest Hits
- Castles in the Sand
- Hello in There
- David Allan Coe or Else
- Original Outlaw
- The Best of David Allan Coe
- Just Divorced
- Why Me
- The First Ten Years
- Darlin Darlin
- Unchained
- I Love Country
- Son of the South
- Matter of Life and Death
- 17 Greatest Hits
- Crazy Daddy
- Hits Of David Allan Coe
- 18 X-Rated Hits
- Headed For The Country
- 1990 Songs for Sale
- Standing Too Close to the Flame
- Super Hits
- Granny's off Her Rocker
- Living on the Edge
- If That Ain't Country (ao vivo)
- Recommended for Airplay
- Songwriter of the Tear
- Live at the Iron Horse Saloon
- Live at Billy Bob's Texas
- For the Soul and for the Mind
- 16 Biggest Hits
- All I'll Ever Be (apenas disponível no sítio oficial)
- Rebel Meets Rebel